# Охріменко Антон Михайлович
Анто́н Миха́йлович Охрі́менко (1934–2004) — український педагог вищої школи, кандидат педагогічних наук, доцент, завідувач кафедри ботаніки Житомирського державного університету імені Івана Франка (1977—2000).

## Біографія
Охріменко Антон Михайлович закінчив 1959 року Житомирський сільськогосподарський інститут. 1964 року заочно закінчив Ніжинський державний педагогічний інститут імені М. В. Гоголя. 1965 року почав викладати методику викладання біології в Житомирському педагогічному інституті. З 1966 по 1969 рік навчався в аспірантурі Київського науково-дослідного інституту педагогіки. 1977 року очолив кафедру ботаніки в рідному інституті. 2000 року вийшов на пенсію.

## Нагороди і відзнаки
- 1992 — медаль «Ветеран праці»;
- 1999 — «Відмінник освіти України».

## Праці
Однією з найвідоміших праць Антона Михайловича в царині викладання біології в школі є «Хрестоматія із зоології», написана ним у співавторстві з Шуховою Елеонорою Василівною 1978 року.